# Prinz-Claus-Brücke

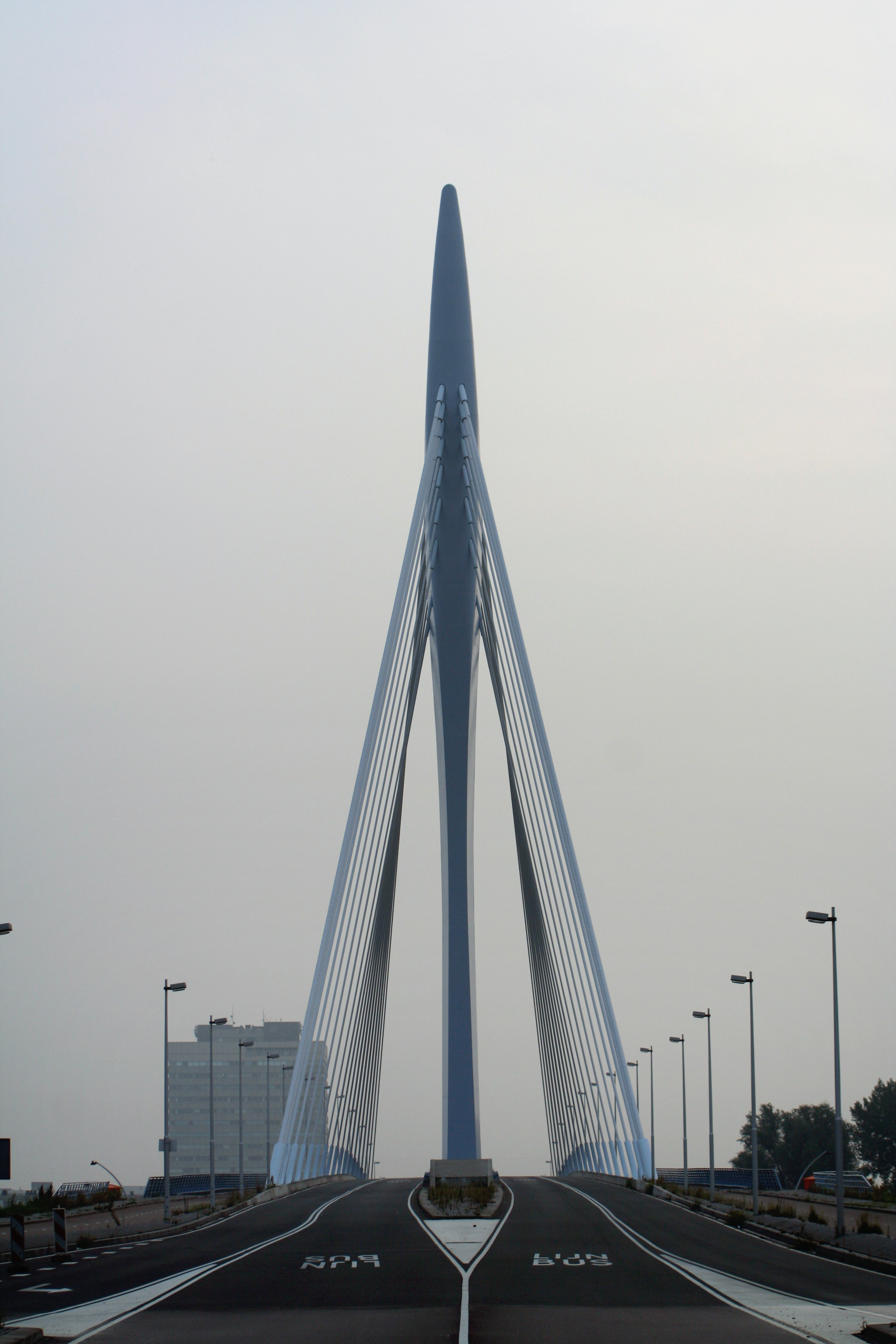
Frontansicht (2005)

Die Prinz-Claus-Brücke (niederländisch Prins Clausbrug) ist eine Schrägseilbrücke in der Hauptstadt der Provinz Utrecht im Landesinneren der Niederlande. Sie kreuzt den Amsterdam-Rhein-Kanal und wurde von dem Architekten Ben van Berkel, der im Stadtviertel Kanaleneiland westlich der Brücke aufgewachsen ist und gemeinsam mit Caroline Bos das Architekturbüro UNStudio leitet, entworfen.
Der Projektname lautete zunächst Papendorpse brug (deutsch „Brücke von Papendorp“), wurde aber zu Ehren des 2002 verstorbenen Prinzgemahls Claus von Amsberg in Prins Clausbrug umbenannt. Die Kosten für den Brückenbau beliefen sich auf rund 24,5 Millionen Euro. Am 25. Juni 2003 wurde das Bauwerk durch Prinzessin Máxima eröffnet.
Im Rahmen des Staalbouwdag 2004 erhielt die Brücke den belgischen Stahlpreis in der Kategorie „Internationale Projekte“.